# 生仏
生仏（しょうぶつ）とは、平家琵琶（平曲）の開祖とされる人物のこと。生没年未詳。

## 来歴
『徒然草』226段によれば後鳥羽天皇の時代、遁世して天台座主慈円のもとにいた信濃前司行長が『平家物語』を作り、それを盲目の僧生仏に語らせた。生仏は東国生まれで、その生仏の語りようをのちに他の琵琶法師たちも真似るようになったという。
しかし他説では菅原為長と生仏の合作で『平家物語』を語ったとも伝わる。またその名も「生仏」ではなく、本来は「性仏」もしくは「正仏」と表記するのではなかったかともいわれる。さらにほかには四条天皇の時代、比叡山にいた「正仏」という僧侶が突然盲目となり山王権現に祈ったところ、『平家物語』を語るようにとの託宣を受けたのでそれを試み、また他の者たちにも語らせたという伝承がある。